# Castello di Ostiano
Il castello di Ostiano, in provincia di Cremona, è una struttura di difesa eretta nel XV secolo.

## Storia
Il castello dei Gonzaga di Ostiano sorge nel centro del paese su un'altura creata anticamente dal fiume Oglio.
Agli inizi del XV secolo i Gonzaga con Francesco I iniziarono le opere di consolidamento ed ampliamento della struttura e Ludovico Gonzaga, signore di Bozzolo, nel 1511 ne dispose l'assetto definitivo. Della struttura quattrocentesca rimangono un corpo con pianta a "L" e due torri. 
Il castello, prima della demolizione parziale avvenuta nel 1860, era costituito da una cinta di mura poste a quadrilatero e ad ogni angolo si trovava una torre cilindrica con l'entrata custodita da un ponte levatoio. Il castello era circondato da un fossato ed era integrato nella cinta muraria che cingeva il paese. All'interno del castello i Gonzaga costruirono un palazzo destinato a residenza del loro vicario. A metà del XVIII secolo venne trasformato in sinagoga.
All'interno della struttura fortificata trova posto anche il teatro comunale, del 1800, con decorazioni dell'epoca.